# Mandelia
Mandelia es un género de moluscos nudibranquios de la familia Mandeliidae.

## Diversidad
El género Mandelia incluye una única especie descrita: 
- Mandelia mirocornata Valdés & Gosliner, 1999[4]